# José Garcia (piragüista)
José Garcia (Vila do Conde, 10 de febrero de 1964) es un deportista portugués que compitió en piragüismo en la modalidad de aguas tranquilas. Ganó una medalla de bronce en el Campeonato Mundial de Piragüismo de 1989 en la prueba de K1 10 000 m.
Participó en tres Juegos Olímpicos de Verano entre los años 1988 y 1996, su mejor actuación fue un sexto puesto logrado en 1992 en la prueba de K1 1000 m.

## Palmarés internacional
| Campeonato Mundial | Campeonato Mundial | Campeonato Mundial | Campeonato Mundial |
| Año                | Lugar              | Medalla            | Evento             |
| ------------------ | ------------------ | ------------------ | ------------------ |
| 1989               | Plovdiv (Bulgaria) | Medalla de bronce  | K1 10 000 m        |